# Союз Т-1
Союз Т-1 — космічний корабель (КК) серії «Союз», типу Союз Т. Серійний номер 6Л. Реєстраційні номери: NSSDC ID: 1979-103A; NORAD ID: 11640. Шостий політ корабля серії Союз 7К-С (попередники Космос-670, Космос-772, Космос-869, Космос-1001, Космос-1074). Безпілотний політ до орбітальної станції Салют-6.
Через дві доби після запуску КК підійшов до космічної станції, але не зміг зістикуватись. Друга спроба стикування здійснена 19 грудня і Союз Т-1 успішно пристикувався до переднього порту.
25 грудня Союз Т-1 підняв орбіту космічної станції і залишався пристикованим до неї 95 діб, впродовж яких на станції не було екіпажу. 23 березня 1980 року Союз Т-1 відстикувався, кілька діб проводились випробування, після яких приземлився 25 березня.
На відміну від інших попередніх довготривалих безпілотних місій, Союз Т-1 не вимикав власне живлення, коли був пристикований до орбітальної станції.
Його посадка відрізнялась від попередніх, в яких весь корабель сходив з орбіти, — орбітальний модуль відокремився до вмикання гальмівного імпульсу, щоб зберегти паливо. Це робило апарат більш маневреним під час сходу з орбіти.
Офіційно: комплексне експериментальне випробування нових бортових систем і агрегатів в різних умовах польоту і експлуатації разом з орібтальною станцією Салют-6.

## Хронологія польоту
Скорочення в таблиці: ПСП — передній стикувальний порт.
| Дата       | Час (UTC) | Подія                                                                                  |
| ---------- | --------- | -------------------------------------------------------------------------------------- |
| 1979 рік   |           |                                                                                        |
| 16 грудня  | 18:12:41  | З космодрому Байконур ракетою-носієм Союз-У (11А511У) запущено безпілотний КК Союз Т-1 |
| 19 грудня  | 14:05     | Стикування КК Союз Т-1 до ПСП станції Салют-6                                          |
| 1980 рік   |           |                                                                                        |
| 23 березня | 21:04     | Відстикування КК Союз Т-1 від ПСП станції Салют-6                                      |
| 25 березня | 21:47     | Посадка КК Союз Т-1                                                                    |